# Attune
Attune Systems Inc. es una compañía de manejo de redes de datos con sede en Santa Clara, California.
Attune Systems es considerada la única solución independiente para el manejo de redes de archivos (también conocida como virtualización de archivos), basada en el sistema operativo Windows. El administrador maestro de archivos de Attune está diseñado para reducir la complejidad del almacenamiento y manejo de archivos en entornos empresariales, al mismo tiempo que busca reduir costos e incrementar la escalabilidad. El dispositivo es una aplicación tipo virtualización de archivos, que ayuda a los administradores de redes IT a descubrir, analizar, manejar y optimizar sus recursos existentes de almacenamiento de datos, sin que ello impacte en el usuario final.

Attune Systems
- Datos: Q5711258